# David Marciano (escaquista)
David Marciano   (Tolosa, 4 de juliol de 1969) és un jugador d'escacs francès, que té els títols de Mestre internacional des del 1992 i Gran Mestre des del 1998. Està afiliat a la Federació Monegasca des del 2014.

## Resultats destacats en competició
Marciano va ser quart al campionat de França el 1997 i 1998 i subcampió de França el 1999 (el campió fou Étienne Bacrot).
Especialista en ràpides, va guanyar els campionats francesos d'escacs ràpids el 1994 i el 1996.
Membre de l'equip de França del 1993 al 2001, va guanyar la medalla de bronze al campionat del món de nacions sub-26 a Paranaguá (Brasil) el 1993.
Tanmateix, és sobretot en competicions per clubs on més destaca. Primer amb el Lyon-Oyonnax, amb el qual va guanyar els campionats de França de 1994 i 1995, la copa de França de 1994 i 1995 i la copa d'Europa de 1994. Després amb el Cercle d'Escacs de Monte-Carlo, del qual va ser capità de 1999 a 2006 i amb el qual va guanyar els campionats de França de 2001 i 2002 .
També va guanyar la medalla d'or al 5è tauler de l'equip monegasc durant la Copa d'Europa de 2004 a Çeşme, Turquia (l'equip va acabar 8è). També és campió suís amb el club Réti Zürich el 2013 i el 2014.
Col·laborador de nombroses revistes, ha escrit articles d'obertures a Chess From Russia i New in Chess i ha comentat centenars de partides a Gambisco i Europe Échecs.
David Marciano es va retirar tard dels escacs a finals de juny de 2006, però va romandre actiu fins al 2016 jugant algunes partides per als seus clubs: el Club d'Escacs de Monte-Carlo i Réti Zürich.